# Chris Baio
Christopher ("Chris") Baio (Bronxville (New York), 29 oktober 1984), artiestennaam Baio, is een Amerikaans muzikant, singer-songwriter en muziekproducent, sinds 2006 bekend als bassist van de alternatieve indierockgroep Vampire Weekend.
Baio richtte Vampire Weekend op met zanger Ezra Koenig. Baio is naast bassist ook achtergrondzanger bij de groep. Hij is solo actief onder het pseudoniem 'Baio'. Zijn eerste soloalbum heet Sunburn en verscheen op 21 mei 2012. Hij is een neef van acteur Scott Baio, die het personage Chachi Arcola speelde in de sitcom Happy Days.
Zijn voornaamste solosucces tot dusver verwierf Baio waarschijnlijk als zanger en producer met Sister of Pearl, een single uit 2015. Het nummer verscheen tevens op de soundtrack van het computerspel FIFA 16. Drie jaar later bewerkte Baio het nummer Losing You door Gizmo Varillas. Deze remix haalde de soundtrack van FIFA 19.
- Gemeinsame Normdatei: 1137517328
- International Standard Name Identifier: 0000 0001 3140 2561
- Library of Congress Control Number: no2017123482
- MusicBrainz: 72e26677-44eb-4c74-b180-edabb20bc171
- Virtual International Authority File: 94145542380296640664
- WorldCat: E39PBJgRP7xmMGVYxqBjfVmjmd